# سه النا
سه اِلِـنا (اسپانیایی: Las tres Elenas‎) یک فیلم درام مکزیکی به کارگردانی امیلیو گومس موریل است که در سال ۱۹۵۴ منتشر شد. از بازیگران آن می‌توان به مانولو فابرگاس اشاره کرد.